# 杜恰内

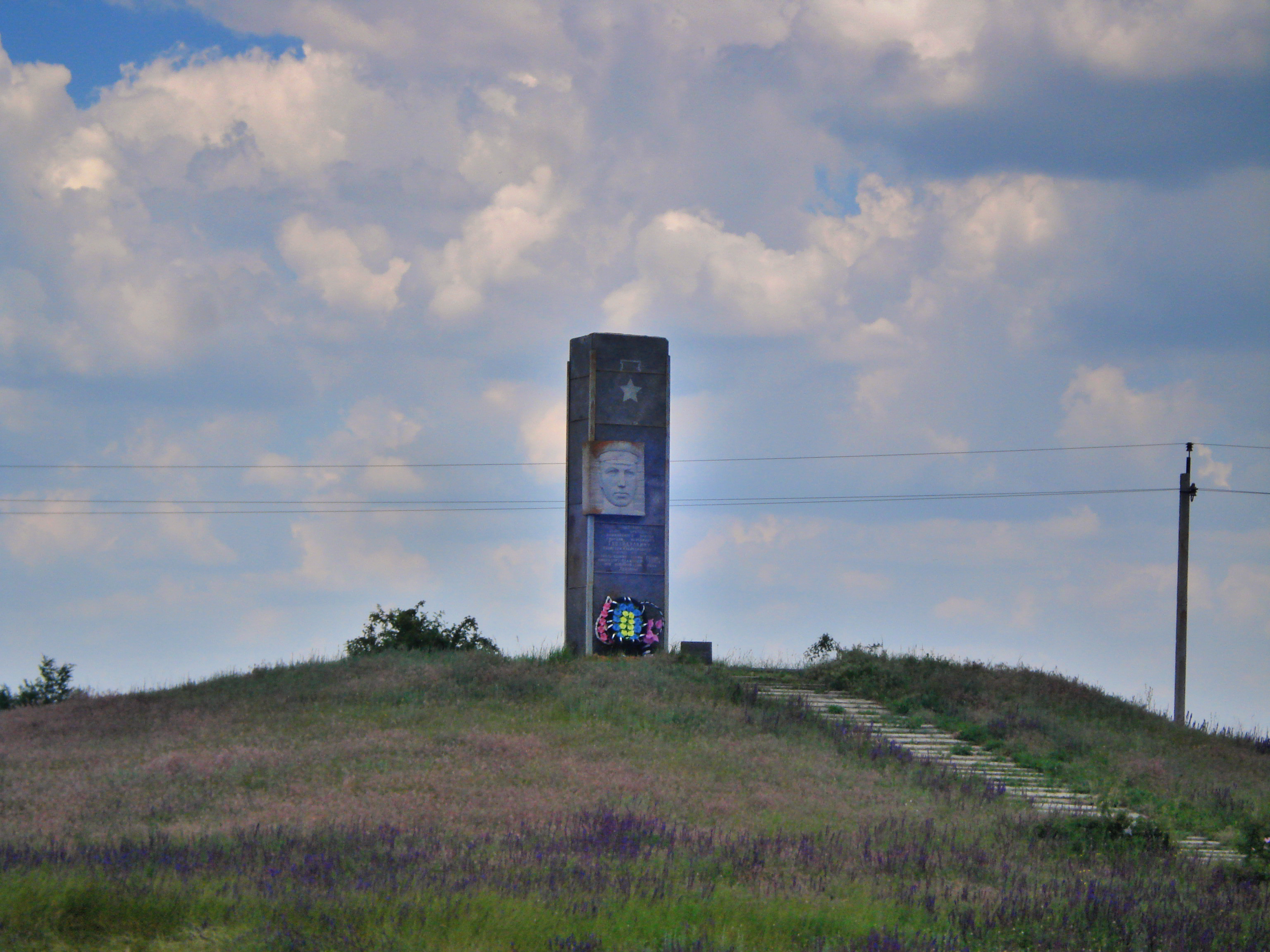
苏联英雄纪念碑

杜恰内（羅馬化：Dudchany）是位於烏克蘭南部的村莊，由赫爾松州貝里斯拉夫區的梅洛韋市鎮負責管轄。該村始建於1853年，面積396.7平方公里，海拔高度74米，2001年人口2,102，人口密度每平方公里5.3人。
2022年俄羅斯入侵烏克蘭期間，當地被俄羅斯軍隊佔領。2022年10月2日，烏克蘭軍隊收复了该村。